# Pelle, der Eroberer
Pelle, der Eroberer (Originaltitel: Pelle Erobreren) ist ein Spielfilm des dänischen Regisseurs Bille August aus dem Jahr 1987. Das Drama basiert auf dem gleichnamigen Romanzyklus (1906–1910) von Martin Andersen Nexø und wurde von der Firma Per Holst Filmproduktion und der Svensk Filmindustri (SF) produziert. Es schildert das Leben eines schwedischen Vaters (gespielt von Max von Sydow) und seines Sohnes Pelle (Pelle Hvenegaard), die aus wirtschaftlicher Not heraus nach Dänemark auswandern, wo sie auf einem Gutshof entwürdigt und ausgebeutet werden. Der Film wurde am 25. Dezember 1987 in Schweden uraufgeführt und erhielt zahlreiche Auszeichnungen, darunter die Goldene Palme der Filmfestspiele von Cannes sowie den Oscar.

## Handlung
Der fünfzigjährige Witwer Lasse Karlsson und sein achtjähriger Sohn Pelle reisen um 1900 aus dem verarmten Schweden auf die dänische Insel Bornholm, wo sich der Vater eine Anstellung als Landarbeiter bei den dortigen Großgrundbesitzern und ein paradiesisches Leben verspricht. Er findet jedoch keine Arbeit und kann schließlich nur auf dem Steinhof des reichen Gutsherrn Kongstrup eine schlecht bezahlte Anstellung als Stallknecht annehmen. Pelle muss als Viehhirt arbeiten, wobei er sich mit dem geistig behinderten Jungen Rud anfreundet und erfährt, dass Kongstrup dessen Vater ist.
Die Lebensbedingungen der Knechte und Mägde des geizigen Kongstrup sind extrem hart. Lasse und Pelle müssen beispielsweise in einem Verschlag im Hühnerstall wohnen. Außerdem werden sie von dem sadistischen Lehrling Kongstrups gequält, der Spaß daran hat, seine Untergebenen zu demütigen. Dennoch versucht Lasse, seinem Sohn ein möglichst gutes Leben zu bieten. Er schenkt ihm ein Taschenmesser zum Geburtstag und überrascht ihn mit Erdbeeren von einer eigens aus Tomelilla in Schweden mitgebrachten und sorgsam gehegten Wilderdbeerpflanze.
Pelle besucht mit Erfolg die Dorfschule, wird jedoch von seinen Mitschülern als Ausländer verspottet und erniedrigt. Gleichzeitig muss Pelle erkennen, dass sein Vater es nicht wagt, gegen die entwürdigenden Arbeitsbedingungen und die Obrigkeit aufzubegehren. Pelle freundet sich mit dem Knecht Erik an, der sich stark und unerschrocken präsentiert. Erik weiht den Jungen in seine Pläne ein, in zwei Jahren Dänemark zu verlassen und nach Amerika auszuwandern, wobei Pelle sich ihm anschließen möchte.
Nils, der Sohn eines Lieferanten, und Anna, eine Magd auf dem Steinhof, haben ein heimliches Verhältnis, das von Nils’ Vater strikt abgelehnt wird. Als Anna von Nils schwanger wird, tötet Nils das Neugeborene. Anna wird verhaftet, Nils kommt bei einer Seenot-Rettungsaktion ums Leben.
Erik rebelliert anlässlich einer entwürdigenden Behandlung offen gegen die sklavereiähnlichen Zustände auf dem Gut und bedroht den brutalen Verwalter des Gutsherrn mit seiner Sense. In dem Moment geht jedoch ein Pferd durch, worauf Erik vom Gegengewicht des Ziehbrunnens, einem schweren Stein, am Hinterkopf getroffen wird und fortan geistig behindert ist. Er fristet ein klägliches Dasein auf dem Gehöft und wird schließlich mit unklarem Ziel vom Hof geschafft.
Pelles Vater freundet sich mit einer Seemannsfrau an, Madame Olsen, deren Mann auf See verschollen ist und die in einer einsamen Kate lebt. Die Hoffnung auf eine Heirat und ein besseres Leben zerschlägt sich jedoch, als Bootsmann Olsen unerwartet zurückkehrt. Lasse betrinkt sich daraufhin, wird von seinem entsetzten Sohn aufgefunden und gelobt Besserung. Da er aber mit Madame Olsen eine Nacht verbracht hat, sieht Pelle sich dem Spott der gesamten Schulklasse ausgesetzt.
Am Rande eines ländlichen Volksfestes vergewaltigt Kongstrup seine eigene Nichte, Fräulein Sine. Die schweigt zwar, doch erfährt Frau Kongstrup durch Dritte davon, worauf sie Kongstrup mit dem Messer kastriert – auch aus Wut darüber, dass Kongstrup etliche Frauen im Umkreis geschwängert, doch seiner eigenen nie den ersehnten Sohn geschenkt hat.
Nachdem Pelle den Sohn des Pastors verprügelt hat, weil dieser Pelles Vater wegen der Affäre mit Madame Olsen verspottet hatte, bietet Frau Kongstrup, die den liebenswürdigen Pelle als Sohnersatz betrachtet, den Karlssons ihre Hilfe an und überlegt, Pelle zum Lehrling zu ernennen. Doch Pelle, dem der Steinhof zutiefst verhasst ist, fordert seinen Vater auf, stattdessen mit ihm den Hof zu verlassen und ein besseres Leben zu suchen. Lasse willigt zunächst ein, muss dann jedoch eingestehen, dass er zu alt für einen neuen Anfang ist und trotz der würdelosen Umstände lieber am Hof bleiben möchte. Die beiden verabschieden sich, Pelle bricht allein in eine ungewisse Zukunft auf.

## Entstehungsgeschichte
Bei dem Film handelt es sich um eine Adaption von Martin Andersen Nexøs vierbändigen autobiografisch geprägten Romanzyklus Pelle der Eroberer, der zwischen 1906 und 1910 veröffentlicht wurde. Nexø, der als erster und wichtigster „Arbeiterdichter“ Dänemarks gilt, widmete sein Werk Henrik Pontoppidan und beschrieb es als „ein Buch über den Proletarier – also über den Menschen selbst – der sich nackt, ausgestattet nur mit Gesundheit und Appetit, in des Lebens Sold begibt“. Es wird als proletarische Alternative zu Pontoppidans Werk Hans im Glück (Lykke-Per, 1898–1904) angesehen. Die vier Bände folgen Pelles Entwicklung bis ins Erwachsenenalter. Da es als nicht möglich erschien, die gesamte Geschichte zu adaptieren, konzentrierten sich die Drehbuchautoren Bille August, Per Olov Enquist und Bjarne Reuter auf Kindheit und Jugend des Protagonisten.
Carl Theodor Dreyer, Roman Polański und Bo Widerberg hatten sich vergeblich um eine Verfilmung des Romans bemüht. Die Filmrechte lagen bis 1983 bei den Verwandten des Autors und der DDR, in die Nexø übergesiedelt war, ehe diese an Dänemark zurückgegeben wurden. Daraufhin wurde ein Teil der Innenaufnahmen in den DEFA-Studios in Potsdam-Babelsberg gedreht. Der Großteil der Dreharbeiten fand auf einem Gut in der Nähe von Kopenhagen statt, wo circa sieben Monate gedreht wurde. Mit Produktionskosten von über 30 Mio. Kronen gilt Pelle, der Eroberer. als einer der teuersten Filme des skandinavischen Kinos. Eine anvisierte 50 Mio. Kronen teure Koproduktion mit Kanada scheiterte daran, dass die Geschichte englischsprachig verfilmt werden sollte.
August sah den Film vorwiegend als emotionale Geschichte zwischen einem einsamen Vater und seinem Sohn. „Es ist auch eine Geschichte darüber, wie Menschen in einer extrem grausamen Welt überleben. Aber ich wollte die politischen und sozialen Elemente im Hintergrund lassen.“ Er konzipierte die Figur des Vaters bewusst als zentrale Figur des Films und hatte sich zu Beginn der Arbeit am Drehbuch bereits dafür entschieden, Max von Sydow die Rolle anzuvertrauen, dem er einen 25-seitigen Entwurf zukommen ließ. Von Sydow beschrieb das Skript als fesselnd und sagte zu, nachdem ihm laut eigenen Angaben vorwiegend „fanatische, befremdende und neurotische Rollen“ angeboten worden waren. Für die Titelrolle des jungen Pelle wurde ein jahrelanges Casting mit 4000 Bewerbern veranstaltet. Es setzte sich der 13-jährige Kopenhagener Schüler Pelle Hvenegaard durch, dessen Mutter ihn auch nach der Romanfigur benannt hatte. Max von Sydow sollte ihn später für seine Reife loben und beschrieb ihn als sehr geduldig bei den Dreharbeiten.

## Kritiken
In der Bundesrepublik Deutschland startete der Film am 23. März 1987. Die Kritiken waren gemischt.
Karl-Eugen Hagmann (film-dienst) nahm einen „nahezu altmodisch“ anmutenden und im gewissen Sinn naiven Film wahr, was er auf die Bemühungen, den Roman als „filmisch konventionell gestaltetes Epos umzusetzen“ sowie das offensichtliche Vertrauen, „die Gefühlswelten des Publikums zu erreichen“ bezog. Die verschiedenen anderen Handlungsstränge, Figuren und Motive würden „ein breit entworfenes Panorama der ländlichen Gesellschaft Dänemarks um die Jahrhundertwende anstreben“, sich aber als „gerafft gezeichnet“ und „oft oberflächlich und illustrativ“ erweisen. Obwohl der Film drohe, „durch eine oberflächliche Bildsprache phasenweise in standardisierte Klischees zu verfallen“, würde der Film solche „Untiefen“ umschiffen. Getragen werde Pelle, der Eroberer von seinen beiden Hauptdarstellern, „die der Vater-Sohn-Konstellation menschlich anrührende Facetten abgewinnen und ihre Figuren präzise umreißen“. Von Sydow verkörpere Hagmann zufolge „die tragischen und menschlichen Facetten seiner Figur in einer schauspielerischen Glanzleistung“.
Die Zeit lobte die Leistungen von Pelle Hvenegaard und Max von Sydow als „großartig“, Regie und Kamera aber nur als „halbherzig“. Der Film versuche Kindergeschichte und Sittenbild des 19. Jahrhunderts zu sein. Pelle, der Eroberer zerbreche aber „an seiner übergroßen Anstrengung, den monumentalen Absichten, den kleinen, reinlichen Bildern“. Sehnsüchte, nicht Realitäten würden den Film grundieren. Die Nebenhandlungen wurden als „Genrebildchen“ abgetan, die den Film „nicht wirklich dunkel“ machen, sondern ihm „eine schwankende, flirrende Helligkeit“ geben würden. Das Thema des Films laute, „Was Männer-Kumpanei ausmacht, was sie zusammenschweißt und was sie trennt“. Der Reichtum an Episoden würden den Film „eher noch ärmer, zerfahrener, kleinteiliger machen“. Er habe „über weite Strecken kein Zentrum“.
Der Spiegel befand, dass der Film „die soliden und etwas altbackenen Tugenden einer sorgsamen Literaturverfilmung“ aufweise. Nebenhandlungen würden „drastisch dramatisiert“ werden, während Max von Sydow einen „starken Mittelpunkt“ als Vater abgebe.
Reclams Filmführer sah in Pelle, der Eroberer „ein Musterbeispiel kraftvollen und eindringlichen Erzählkinos“. Der Film würde die „soziale Ungerechtigkeit nicht mit soziologischen Argumenten“ schildern, sondern „als schmerzhafte Erfahrung eines Kindes“. Der Film versinke jedoch nicht in Resignation, sondern schildere auch „fröhliche Kinderspiele und vor allem die Geborgenheit, die aus der Liebe zwischen Vater und Sohn“ erwachse. Optische Gestaltung und hervorragende Darstellerleistungen würden sich unauffällig und zweckdienlich der Geschichte unterordnen.
Vincent Canby (The New York Times) bemerkte, dass der Film eher für Personen geeignet wäre, die in einen Film wie in „ein langes, heißes Bad“ eintauchen. Augusts Regiearbeit sei ein „eindringlich rekonstruiertes, minutiös detailliertes Panorama einer ungewöhnlichen Zeit […], eines Platzes […] und Umstands […] im Ablauf der vier Jahreszeiten“. Canby fasste es als „Skandal“ auf, dass von Sydow nicht mit dem Darstellerpreis der Filmfestspiele von Cannes geehrt wurde: „Die Von-Sydow-Leistung spiele in einer eigenen Liga“. Es handle sich um einen „erneuten Höhepunkt in einer ungewöhnlichen Karriere“ und sei anders als alles, was das amerikanische Publikum zuvor von von Sydow gesehen hätte. Pelle Hvenegaard verglich er mit dem jungen Dickie Moore.
Roger Ebert (Chicago Sun-Times) beschrieb den Film als „reich an Geschehnissen“ und nannte die Episode zwischen Lasse und der Seemannsfrau als eine der berührendsten Szenen des Films. Die Oscar-Nominierung, die der Schauspieler erhalten sollte, sei „sehr verdient“. Es gäbe keine schlechte Schauspielleistung im Film. Newcomer Pelle Hvenegaard würde nie falsch auftreten und es sei die Figur des Pelle, nicht die des Lasse, die das Zentrum des Films ausmache.

## Auszeichnungen
Pelle, der Eroberer wurde mit über 20 internationalen Film- und Festivalpreisen ausgezeichnet und war für vier weitere nominiert. Im Jahr 1988 gewann der Film mit dem Guldbagge (Bester Film, Bester Darsteller – Max von Sydow), der Bodil (Bester Film und Darstellerpreise an von Sydow, Björn Granath und Karen Wegener) sowie dem Robert (unter anderem Bester Film, bestes Drehbuch und Darstellerpreise an von Sydow und Granath) die wichtigsten schwedischen und dänischen Filmpreise. Im Mai desselben Jahres konkurrierte der Film gemeinsam mit unter anderem Krzysztof Kieślowski Ein kurzer Film über das Töten und Clint Eastwoods Bird im Wettbewerb der 41. Internationalen Filmfestspiele von Cannes und gewann mit der Goldenen Palme den Hauptpreis des Festivals. Von Sydow erhielt von der Jury eine lobende Erwähnung für seine darstellerische Leistung als Vater.
Im November 1988 wurden Max von Sydow und Pelle Hvenegaard mit dem erstmals vergebenen europäischen Filmpreis Felix ausgezeichnet, während der Film und Nebendarsteller Björn Granath nominiert waren. Auch in den Vereinigten Staaten wurde der Film erfolgreich aufgenommen und als dänischer Beitrag mit einem Golden Globe Award und dem Oscar jeweils als Bester fremdsprachiger Film ausgezeichnet. Max von Sydow wurde als erster und bislang einziger skandinavischer Schauspieler für den Academy Award in der Kategorie Bester Hauptdarsteller nominiert.

## Fortsetzung
Im Jahr 2012 kündigten die dänischen Filmproduzenten Meta Louise Foldager und Kenneth Plummer eine Fortsetzung an, basierend auf den weiteren Teilen von Martin Andersen Nexøs Romanreihe. Regie sollte nicht mehr Bille August, sondern Per Fly führen. Auch eine erneute Beteiligung von Max von Sydow blieb offen. Bisher wurde diese angekündigte Fortsetzung nicht fertiggestellt.